# Moving Out 2
Moving Out 2 es un videojuego de 2023 desarrollado por SMG Studio y DevM Games, quienes también desarrollaron el juego anterior. Los jugadores deberán intentar mover objetos a lo largo de varios niveles, evitando obstáculos. Combina elementos de estrategia, puzle y videojuegos de fiesta. Fue distribuido por Team17 para Windows, Nintendo Switch, PlayStation 4, PlayStation 5, Xbox One y Xbox Series X/S.

## Jugabilidad
Los jugadores intentarán mover ítems de una ubicación a otra mientras evitan obstáculos. Se juega de forma similar a Moving Out e incluye elementos de estrategia, puzle y videojuegos de fiesta. Los niveles posteriores incluyen elementos adicionales del entorno que no se encuentran en el primer juego, como las puertas unidireccionales, teleportadores, y pasajes de tiempo limitado. Dispone de modos de un jugador y multijugador cooperativo, tanto en línea como local. Admite hasta cuatro jugadores a la vez.
El juego también presenta una cantidad robusta de funciones de accesibilidad. Similar al juego original, posee un «modo asistencia» que permite alargar los tiempos límite, saltear niveles tras perderlos, reducir la dificultad y objetos desaparecidos, entre otras cosas. Los jugadores también pueden cambiar la configuración de botones, la interfaz de usuario (como el tamaño y color de la letra), y desactivar ciertas animaciones repetidas en los niveles para evitar el mareo por movimiento.

## Contenido descargable
El primer DLC, F.A.R.Tastic Four Pack, fue lanzado junto con el juego, y fue incluido en ciertas preórdenes. Fue lanzado posteriormente para su compra. Incluye cuatro personajes nuevos: Chum, Bastion, Hootacris y Cera Tops.

## Desarrollo
El desarrollador SMG Studio tiene sede en Sídney, Australia. Team17 lanzó Moving Out 2 el 15 de agosto de 2023.

## Recepción
Moving Out 2 recibió reseñas «generalmente favorables» de acuerdo con el sitio web agregador de reseñas Metacritic. A pesar de haber criticado el juego de un jugador por no resultar muy divertido, IGN dijo que la jugabilidad cooperativa es «tanto desafiante como encantadora», y elogió el humor. Nintendo Life aclamó los entornos, escenarios, el humor y el multijugador, pero criticó el rendimiento en la Switch. Slant Magazine lo llamó una «secuela más rápida, loca, y llena de diversión» y dijo que su tontería se apoya en su «jugabilidad disfrutable y sólida». Push Square dijo que Moving Out 2 «puede ser un poco repetitivo» y que la jugabilidad es «bastante familiar», pero dijeron que es un «buen rato sólido» cuando se juega por momentos. Lo recomendaron a los fanes de Overcooked y lo consideraron «una exitosa secuela» de Moving Out.